# 云南特迈蛛
云南特迈蛛（学名：Tmeticus yunnanensis）为皿蛛科特迈蛛属的动物。在中国大陆，分布于云南等地。该物种的模式产地在云南。